# حديد مصلي
الحديد المصلي (بالإنجليزية: Serum iron)‏ هو اختبار مختبري طبي يقيس كمية الحديد المتداولة التي ترتبط بناقل الحديد وتدور بحرية في الدم. يطلب الأطباء هذا الاختبار المختبري عندما يشعرون بالقلق إزاء نقص الحديد، والذي يمكن أن يسبب فقر الدم ومشاكل أخرى. يرتبط 65٪ من الحديد في الجسم بجزيئات الهيموجلوبين في خلايا الدم الحمراء. يرتبط حوالي 4٪ بجزيئات الميوغلوبين. يتم تخزين حوالي 30٪ من الحديد في الجسم على شكل فيريتين أو هيموسيديرين في الطحال، نخاع العظام، والكبد. يمكن العثور على كميات صغيرة من الحديد في جزيئات أخرى في الخلايا في جميع أنحاء الجسم. لا يمكن الوصول إلى أي من هذا الحديد مباشرة عن طريق اختبار المصل.
ومع ذلك، يتم تداول بعض الحديد في المصل. الترانسفيرين هو جزيء ينتجه الكبد يربط واحدا أو اثنين من أيونات الحديد (III)، أي الحديديك، Fe3+؛ ناقل الحديد ضروري إذا كان الحديد المخزن سيتم نقله واستخدامه. في معظم الأوقات، يتم ملء حوالي 30٪ من المواقع المتاحة على جزيء ناقل الحديد. يجب إجراء هذا الاختبار بعد 12 ساعة من الصيام. يمكن أن يكون مدى ملء المواقع على جزيئات الترانسفيرين بأيونات الحديد مؤشرا سريريا مفيدا اخر، يعرف باسم نسبة تشبع الترانسفيرين. اختبار مختبري آخر يشبع العينة لقياس الكمية الإجمالية من الترانسفيرين؛ يسمى هذا الاختبار إجمالي قدرة ربط الحديد. يتم إجراء هذه الاختبارات الثلاثة بشكل عام في نفس الوقت، وتعد مجتمعة جزءا مهما من عملية التشخيص لحالات مثل فقر الدم، فقر الدم الناجم عن عوز الحديد، فقر الدم الناجم عن الأمراض المزمنة، وفرط حمل الحديد.

## المستوى الطبيعي
النطاقات المرجعية الطبيعية:
- الحديد المصلي:[1]
  - الرجال: 70 إلى 175 μg/dL
  - النساء: 50 إلى 170 μg/dL
  - الاطفال: 50 إلى 120 μg/dL
- إجمالي سعة ربط الحديد: 250–450 μg/dL
- تشبع الترانسفرين: 20–50%

μg/dL = ميكروغرام لكل ديسيلتر
غالبا ما تستخدم المختبرات وحدات مختلفة وقد يتخلف "الطببعي" حسب السكان والتقنيات المختبرية المستخدمة.

## انظر ايضا
- أيض الحديد لدى الانسان